# The Dark Pictures Anthology: The Devil in Me
The Dark Pictures: The Devil in Me è un videogioco survival-horror, ed è il quarto capitolo della serie Dark Pictures Anthology; serve da ultimo episodio della prima stagione, dopo Man of Medan, Little Hope e House of Ashes. È stato sviluppato da Supermassive Games e pubblicato da Bandai Namco Entertainment per PlayStation 4, PlayStation 5, Xbox One, Xbox Series X/S e Microsoft Windows il 18 novembre 2022. Come già nei giochi precedenti della serie, The Devil in Me permette al giocatore di vestire i panni di un gruppo di cinque personaggi giocabili che seguono una narrativa multilineare influenzata dalle loro scelte, che possono cambiare i loro rapporti e persino portare loro alla morte. In questo gioco vengono introdotte nuove meccaniche della serie, come l'inventario, enigmi basati sugli oggetti e nuovi comandi come la corsa, il salto e l'arrampicata.

## Trama
1893. Alla Fiera Colombiana di Chicago, una coppia di sposi raggiunge l'hotel della fiera per celebrare la loro luna di miele, salvo poi venire trucidata dal proprietario del luogo, Henry Howard Holmes.
La storia si sposta nel 2022. A Chicago lavora la Lonnit Entertainment, formato dal regista Charlie Lonnit, dal reporter Kate Wilder, dal cameramen Mark Nestor, dal tecnico delle luci Jamie Tiergan e dalla stagista Erin Keenan, e impegnato su una serie su serial killer famosi, chiamata Architects of Murder. Il loro nuovo episodio tratta di Holmes, il quale fu arrestato nel 1896, processato per l'omicidio di oltre 200 persone e giustiziato; considerato il primo serial killer della storia degli Stati Uniti, Holmes aveva dichiarato di essere posseduto dal diavolo e che uccidere era nella sua natura, per cui aveva richiesto di farsi seppellire sotto uno strato di cemento perché non potesse più tornare in vita. Il quintetto viene contattato da Granthem Du'Met, un misterioso benefattore che li invita nella sua residenza, dove egli colleziona numerosi artefatti correlati a Holmes, in modo da aiutarli nelle riprese; mentre il resto del gruppo resta scettico, Charlie accetta quasi subito, in quanto le riprese dell'episodio vanno a rilento.
Du'Met li porta quindi in barca, in quanto la residenza si trova su un'isola fuori dalle coste del Lago Michigan. I cinque notano che l'abitazione è una replica perfetta della Fiera di Chicago, ma tengono d'occhio anche il comportamento di Du'Met, giudicato da loro piuttosto insolito: ben presto, Jamie nota Du'Met e una ragazzina abbandonare l'isola tramite una barca, lasciando da soli i cinque. Intanto, un individuo ignoto sta costruendo dei manichini animatronici che somigliano in tutto e per tutto ai protagonisti. Questi ultimi decidono di iniziare a filmare in assenza di Du'Met, ma mentre Charlie intende continuare le riprese, Kate intende far uscire tutti dall'isola. Più tardi, Charlie e Jamie s'imbattono in una trappola messa a punto da un uomo vestito da Holmes, e sospettano che questi sia il vero Du'Met mentre quello visto prima era un impostore; dopo che la trappola uccide in apparenza un giardiniere, la dimora viene serrata, e i protagonisti, costretti a cavarsela da soli, vengono separati e costretti a viaggiare per le stanze evitando le trappole impostate da Du'Met. Lungo la strada, scoprono anche numerosi indizi che rivelano che l'identità originale di Du'Met era Hector Munday, un agente FBI che aveva finto la sua morte per diventare un serial killer lui stesso, ispirandosi al serial killer Manny Sherman, che aveva catturato anni prima; il falso Du'Met era invece Joseph Morello, superstite del gruppo precedente. Il giardiniere "ucciso" nella trappola, invece, era in realtà soltanto un manichino, e il suo scopo era instillare paura e portare i protagonisti a incappare nelle trappole mentre provavano a scappare. I cinque decidono infine che la cosa migliore da fare per sopravvivere è attivare il faro, in modo da chiamare aiuto.
Il gioco possiede vari finali, i quali ovviamente variano in base alle decisioni del giocatore e anche alle singole circostanze intraprese nel gioco.

## Personaggi
Personaggi giocabili
- Katherine Wilder: reporter investigativo del team Lonnit Entertainment. È ambiziosa e audace, ma anche ansiosa. Durante i suoi anni nel college, Kate doveva incontrarsi per una notte con la sua amica Shelby; si assentò però dall'appuntamento in quanto dormiva, mentre Shelby, che la attese invano, fu uccisa per mano di uno stalker. L'incidente, riportato in un giornale del 5 aprile 2012, portò un grave trauma a Katie. Durante il suo lavoro nella Lonnit Entertainment, ha persino cercato di smascherare il famigerato Killer dello Zodiaco di San Francisco. Interpretata e doppiata da Jessie Buckley, doppiata in italiano da Francesca Bielli.
- Charles Lonnit: fondatore della Lonnit Entertainment e regista del documentario Architects of Murder. È un uomo di mezz'età cinico, determinato e prepotente. Interpretato e doppiato da Paul Kaye, doppiato in italiano da Valerio Amoruso.
- Erin Keenan: ingegnere sonoro della Lonnit Entertainment, è una ragazza amabile, diplomatica ma anche timida. Interpretata da Nikki Patel, doppiata da Laura Cherubelli.
- Jamie Tiergan: tecnico delle luci della Lonnit Entertainment. È testarda e antagonistica, ma anche intelligente. Interpretata da Gloria Obianyo, doppiata da Alice Bongiorni.
- Mark Nestor: cameraman della Lonnit Entertainment, sincero e protettivo, ma anche immaturo. Interpretato da Fehinti Balogun, doppiato da Alessandro Germano.

Antagonisti
- Du'Met: antagonista principale del gioco, il suo vero nome è Hector Waylon Munday, probabilmente una reincarnazione di Herman Webster Mudgett. Abusato dalla madre single Lucinda, esibì un comportamento violento fin da bambino. Divenuto adulto, lavorò come profiler di criminali per la FBI, ma la sua passione per l'uccidere arrivò una volta arrestato Manny Sherman, la famosa "Bestia dell'Arkansas"; il criminale fu da lui intervistato varie volte, e ne divenne persino il mentore. Munday divenne in seguito noto come il "Killer di Shoeshine", e per sfuggire alle indagini finse la propria morte in un incendio. Cambiando nome in Du'Met, si comprò un'isola e vi costruì una replica di Murder Castle, e intanto prese l'interesse nel raccogliere i cadaveri delle vittime che avrebbe poi trasformato in pupazzi meccanici. Non lo si vede mai senza la sua maschera baffuta, ma assomiglia molto a Holmes. Indossa una bombetta grigia che nasconde una stempiatura in cima alla testa.
- Henry Howard Holmes: antagonista secondario del gioco, e famigerato serial killer esistito realmente. Interpretato e doppiato da John Dagleish, doppiato da Giuseppe Palasciano.

Personaggi secondari
- Il Curatore: è il personaggio narratore ricorrente nella serie, interpretato da Pip Torrens, doppiato da Massimiliano Lotti.
- Jeff Whitman: uno dei due falsi protagonisti del gioco, appare insieme alla moglie Marie nel prologo. Interpretato da Edward Bluemel, doppiato da Gabriele Donolato.
- Marie Whitman: l'altra falsa protagonista del gioco. Interpretata da Kitty Archer, doppiato da Giorgia Carnevale.
- Morello: autore di romanzi gialli, e ospite, insieme alla sua famiglia all'hotel dell'isola dove si svolgono gli eventi del gioco, prima dell'arrivo dei protagonisti giocabili. Interpretato da Abdul Salis, doppiato da Walter Rivetti.
- Manny Sherman: noto serial killer ispirato da H.H. Holmes, e mentore di Du'Met. Lo si vede solo come cadavere in decomposizione rianimato come un pupazzo meccanico.

## Accoglienza
| Testata                                | Versione | Giudizio |
| -------------------------------------- | -------- | -------- |
| Metacritic (media al 30 novembre 2022) | PC       | 72/100   |
| Metacritic (media al 30 novembre 2022) | PS5      | 74/100   |
| Metacritic (media al 30 novembre 2022) | XboxSX   | 78/100   |
| Hardcore Gamer                         | Tutte    | 4/5      |
| IGN                                    | Tutte    | 5/10     |
| Push Square                            | PS5      | [ 6 ]    |
| Shacknews                              | Tutte    | 5/10     |
| VG247                                  | Tutte    | [ 8 ]    |

Le versioni PC e PlayStation 5 del gioco detengono un'accoglienza "mista" su Metacritic, mentre quella per Xbox Series X detiene un'accoglienza "favorevole".

## Sequel
A febbraio 2022, Supermassive Games ha comunicato che starebbe lavorando su sei potenziali sequel della serie The Dark Pictures. Cinque sarebbero stati chiamati Directive 8020, The Craven Man, Intercession e Winterfold, mentre il sesto, O Death, avrebbe invece avuto come titolo The Dark Pictures Presents. The Dark Pictures Anthology: Directive 8020, primo titolo della seconda stagione della serie, sarà ambientato nello spazio e a tema fantascienza, ma ancora non è stata confermata alcuna data d'uscita.
Il 2 Novembre 2022, è stato annunciato un nuovo titolo della serie, The Dark Pictures: Switchback VR, una sorta di "sparatutto horror sui binari" ed è uscito per PlayStation VR2 il 16 marzo 2023.